# Marjane Satrapi
Marjane Satrapi (Persisk: مرجان ساتراپی) (født 22. november 1969 i Rasht i Iran) er en tegneseriekunstner, skuespiller og filminstruktør, som er født og opvokset i Iran. Uddannet fra Kunstakademiet i Teheran, Iran, og har desuden gået på kunstskole i Strassburg, Frankrig.
I dag bor hun i Paris.

## Opvækst
Marjane Satrapi er enebarn af veluddannede, velstillede og politisk engagerede forældre, som var i opposition til shahens styre, og sidenhen modstander af ayatollah Khomeini. 

## Værker
I sine tegneserieromaner beskriver hun sin opvækst i Iran i tiden efter den iranske revolution. 
En tegnefilm baseret på hendes tegneserieroman Persepolis vakte i 2007 opsigt ved filmfestivalen i Cannes, da de iranske myndigheder i stærke vendinger kritiserede filmen.

## Filmografi

### Som instruktør
- 2007: Persepolis
- 2011: Poulet aux prunes

### Som skuespiller
- 2009 : Les Beaux Gosses, af Riad Sattouf.